# Zoom Airways
Zoom Airways — грузовая авиакомпания Бангладеш со штаб-квартирой в городе Дакка. Портом приписки перевозчика является международный аэропорт Шахджалал в Дакке.

## История
Авиакомпания Z-Airways and Services была основана в 2002 году и начала операционную деятельность с чартерных грузовых авиаперевозок по аэропортам Бангладеш и стран Юго-Восточной Азии. В 2005 году компания сменила официальное название на Zoom Airways.

## Флот
В декабре 2008 года воздушный флот авиакомпании Zoom Airways составляли два самолёта в грузовой конфигурации:
- BAe 748 Series 2B — 1 ед.
- Lockheed L-1011-500 Tristar — 1 ед.